# Fantax (fumetto francese)
Fantax  è un personaggio immaginario protagonista di una omonima serie a fumetti ideata nel 1946 dallo sceneggiatore Marcel Navarro e dal disegnatore Pierre Mouchot. Fu uno dei primi eroi in costume pubblicati in Francia e divenne fra i più noti del periodo; la serie ebbe un grande successo commerciale ma ebbe problemi con la censura per i contenuti violenti e dovette cessare la pubblicazione nel 1949, a causa della nuova legge sulle pubblicazioni rivolte ai giovani. Riapparve per una serie di otto nuovi episodi nel 1959, sceneggiati da Mouchot e illustrati da Rémi Bordelet. Fantax fu precursore di altre serie di fumetti europei come gli italiani Diabolik e Satanik o l'inglese Spiderman.

## Storia editoriale
Il personaggio esordì su Paris-Monde Illustré nel 1946, venendo pubblicato dal n. 26 al n. 47 della rivista. Il progetto venne ideato dallo sceneggiatore Marcel Navarro e dal disegnatore Pierre Mouchot. Navarro aveva conosciuto Mouchot durante la guerra quando entrambi lavoravano per lo stesso editore; insieme idearono il personaggio e la serie e lo proposero al giornale parigino Paris-Monde illustré, che lo pubblicò nel maggio del 1946; presto Mouchot fondò una propria casa editrice - che in seguito prenderà il nome di Société de éditions Rodaniennes - per pubblicare Fantax in una testata dedicata, Fantax Magazine che esordì il 15 luglio 1946; fino al n. 29 Navarro scrisse le sceneggiature ma poi interruppe la collaborazione con Mouchot a causa del suo rifiuto di farlo entrare nella società.
La serie ebbe presto successo e il primo albo della serie ebbe una tiratura di circa 90 000 copie; le vendite arrivarono a 100 000 copie.
Negli anni quaranta Fantax venne pubblicato anche in Italia in una serie omonima edita dal 1948 al 1949 dallo stesso Mouchot.

## Trama
Il personaggio è un giustiziere in costume le cui storie, narrate come se fossero vere, sono nella finzione scenica tratte dalle memorie di Lord Neighbour, alter ego del personaggio, che vive le sue avventure insieme alla moglie Pat.
La storie delle serie vennero presentate come reportage autentici sulle gesta del personaggio del quale gli autori sarebbero stati i biografi; le prime storie riportavano la dicitura "Secondo il rapporto di JK Melwyn-Nash" fino a quando Navarro non abbandonò la serie per poi riportare "Pubblicato con l'autorizzazione speciale di Lord Horace Neighbor" che poi divenne "Secondo il storia di Lord Neighbor".